# Kémia (Zséda-album)
A Kémia Zséda 2016 novemberében megjelent hatodik stúdióalbuma, mely a pop és a neo soul elemeit vegyíti. A szerelem témája köré épített lemezen olyan alkotótársak dolgoztak, mint Rakonczai Viktor, Lotfi Begi, Malek Miklós, a SuperStereo és még sokan mások. A lemez egy duettet is tartalmaz Demjén Ferenccel.
Az album legjobb helyezése a 8. volt a Mahasz Top 40 lemezeladási listán, és mindössze 8 hetet töltött a listán. Ez jelentős visszalépés az előző nagylemez számaihoz képest.

## Az album dalai
1. Adj még levegőt
2. A mindenségen át
3. Óceán
4. Ez most valami más
5. Jours Sourds
6. Eperhold
7. Nem múlhat még
8. Páratlan
9. Fosszíliák
10. Úgy szeretném (duett Demjén Ferenccel)
11. Egy
12. Szórd fényed rám
13. Mondd, látom még őt
14. Hány percet élsz
15. Úgy szédülök én

## Videóklipek
- Hány percet élsz
- Adj még levegőt
- Óceán
- Eperhold
- A mindenségen át
- Fosszíliák
- Mondd, látom még őt

## Közreműködők
| Zeneszerzők - Tóth G. Zoltán - Rakonczai Viktor - Létray Ákos - Molnár Tamás - Lotfi Begi - Nagy Dávid - Csicsák Norbert - Kaszás Péter - Laskai Viktor - Szabó Zé - Balogh Tamás | Szövegírók - Révész Zsuzsa - Orbán Tamás - Lackfi János - Tariska Szabolcs - Péterffy Márta - Valla Attila |